# Ponto Batak

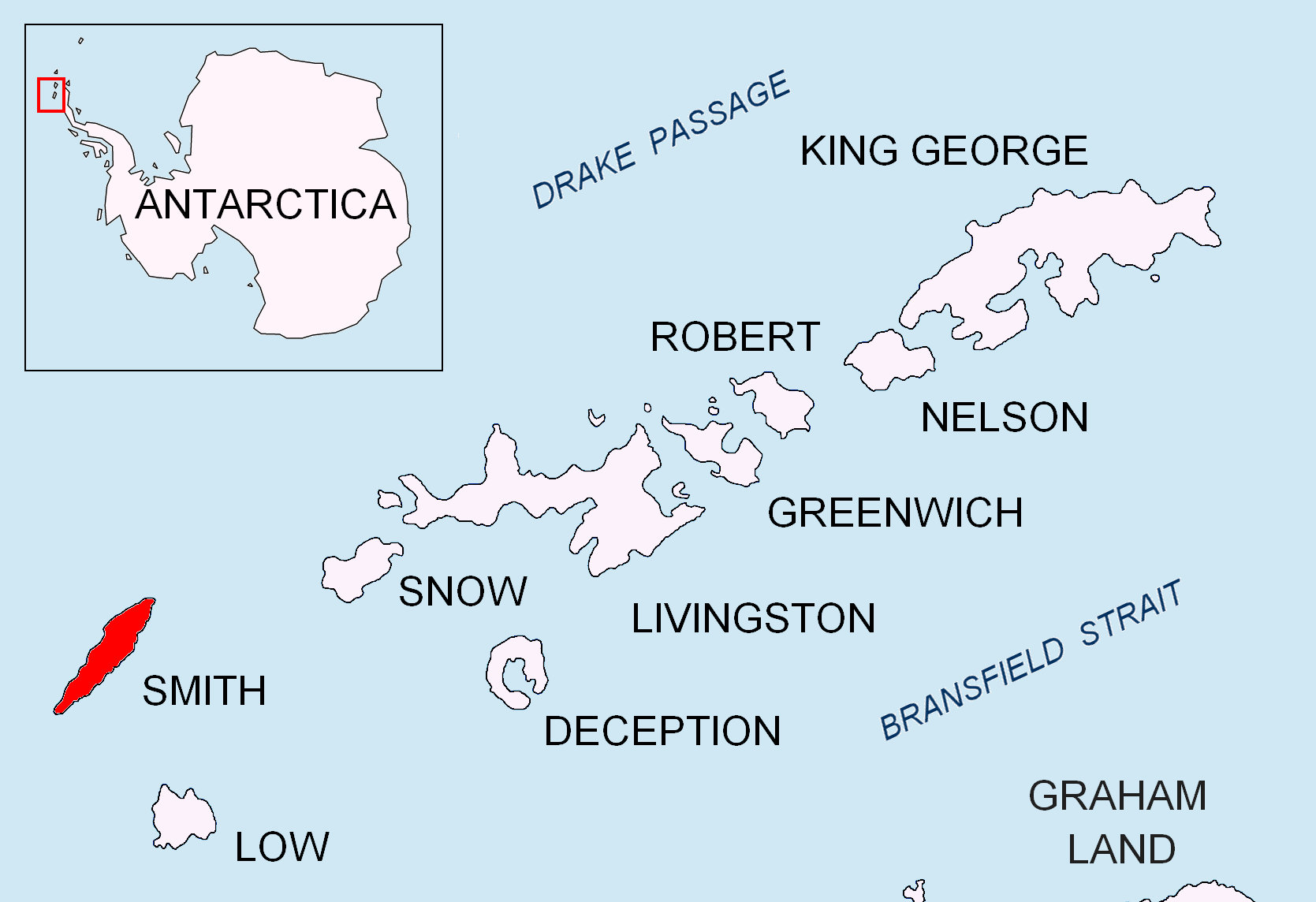
Localização da Ilha Smith nas Ilhas Chetland do Sul.

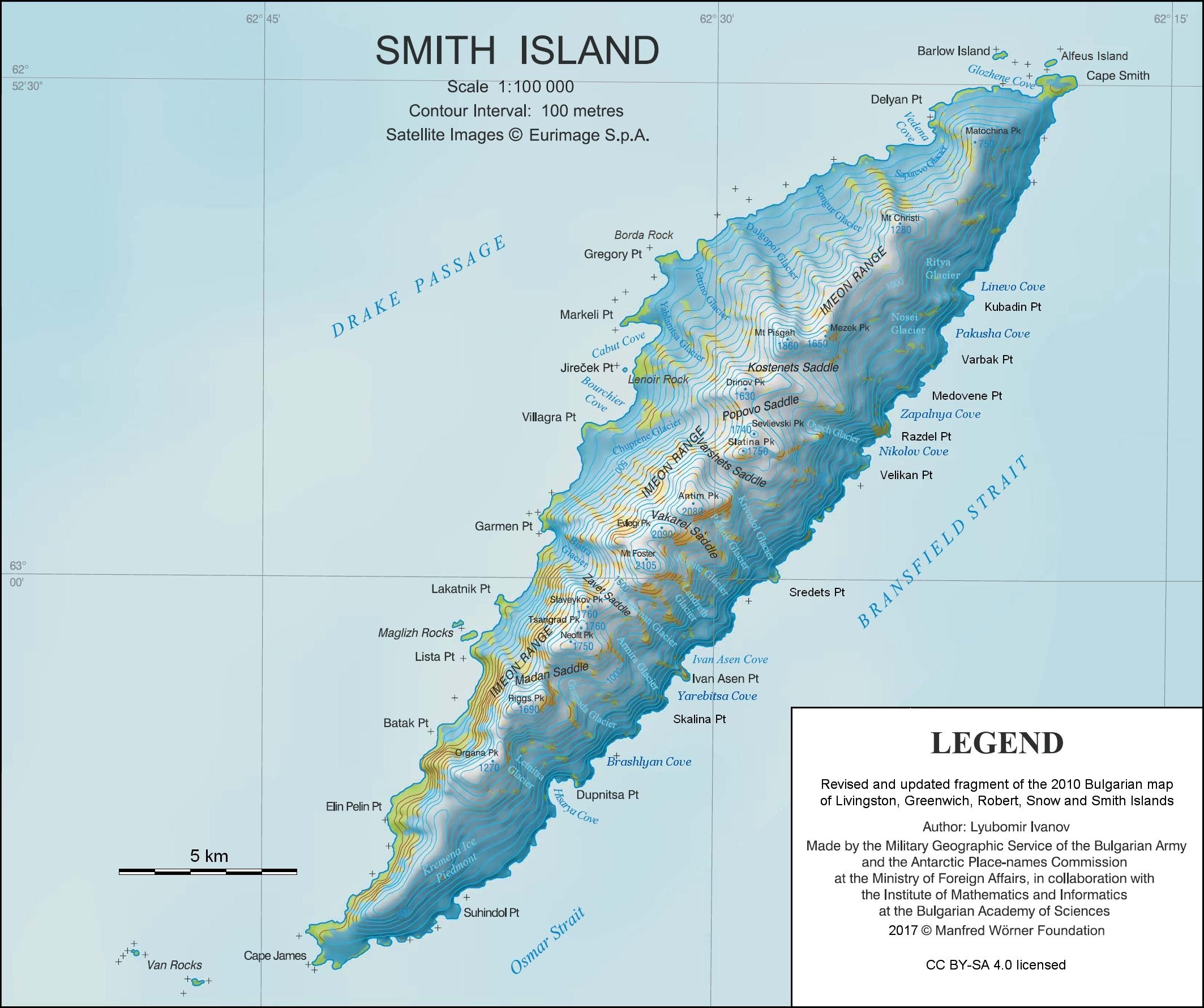
Mapa topográfico da ilha Smith.

Batak Point ( Bulgarian    , 'Nos Batak' \ 'nos ba-'tak \) é um ponto na costa noroeste de ilha Smith , Ilhas Chetland do Sul situado 7 km norte-nordeste de Cabo James, 2,5 km sul-sudoeste de Ponto Lista  e 1,7 km noroeste de Pico Organa . Mapeamento antecipado da Bulgária em 2009. Nomeado após a cidade de Batak, no sul da Bulgária . 

## Mapas
- Carta de Chetland do Sul, incluindo ilha Coronação, etc. da exploração da saveiro Dove nos anos 1821 e 1822 por George Powell Comandante da mesma. Escala ca. 1: 200000. Londres: Laurie, 1822.
- LL Ivanov. Antártica: Ilhas Livinston e Greenwich, Robert, Snow e Smith. Escala 1: 120000 mapa topográfico. Troyan: Fundação Manfred Wörner, 2010. ISBN 978-954-92032-9-5    (Primeira edição de 2009. ISBN 978-954-92032-6-4 ISBN   978-954-92032-6-4 )
- Ilhas Shetland do Sul: Smith e Low Islands. Escala 1: 150000 mapa topográfico No. 13677. Pesquisa Antártica Britânica, 2009.
- Banco de dados digital antártico (ADD). Escala 1: 250000 mapa topográfico da Antártica. Comitê Científico de Pesquisa Antártica (SCAR). Desde 1993, regularmente atualizado e atualizado.
- LL Ivanov. Antártica: Livinston e Smith . Escala 1: 100000 mapa topográfico. Fundação Manfred Wörner, 2017. ISBN 978-619-90008-3-0 ISBN   978-619-90008-3-0